# Montebello (Perugia)
Montebello è un centro abitato, un tempo chiamato Montecorneo a 3 km circa da Perugia, nell'Italia centrale. In questo luogo visse anche Riccardo Duranti, esponente della poesia dialettale perugina. Nel quartiere perugino servito di tutti i servizi vi sono anche la scuola elementare G. Tofi e un asilo nido. Presente anche il centro Luigi Guanella. Nel centro abitato vicino all'Università dei Sapori vi è Villa Osperellone villa cinquecentesca appartenuta a varie famiglie nobili.